# فيديريكو شافيز
فيديريكو شافيز (بالإسبانية: Federico Chaves Careaga)‏ (و. 1882 – 1978 م) هو سياسي، وقاض، ودبلوماسي من باراغواي .
تولى منصب رئيس الباراغواي .وهو عضو في حزب كولورادو .